# 万村乡
万村乡，是中华人民共和国江西省上饶市德兴市下辖的一个乡镇级行政单位。 位于德兴市西南部，东接张村乡，西邻弋阳县，西北与黄柏乡相连。全乡总面积124平方公里，下辖6个村委会、52个自然村，人口约1.4万人，耕地面积1.36万亩。乡内木竹资源丰富，林地面积达13.8万亩，森林覆盖率为75%，木材蓄积量约31万立方米。主要树种有松树、杉树、栲树、荷树和竹子，另有少量檫树和白果树。万村乡被誉为“温泉之乡”，拥有渔业养殖水面78.71公顷，境北温泉地表常年出水量27升/秒，水温29℃，PH值在7.1至7.2之间。

## 行政区划
万村乡下辖以下地区：
建节水社区、万村、新屋村、墩上村、大田村、沙畈村和瓦源村。